# 巴拉穆蒂夫卡 (切爾諾夫策州)
48°32′7″N 26°3′36″E / 48.53528°N 26.06000°E

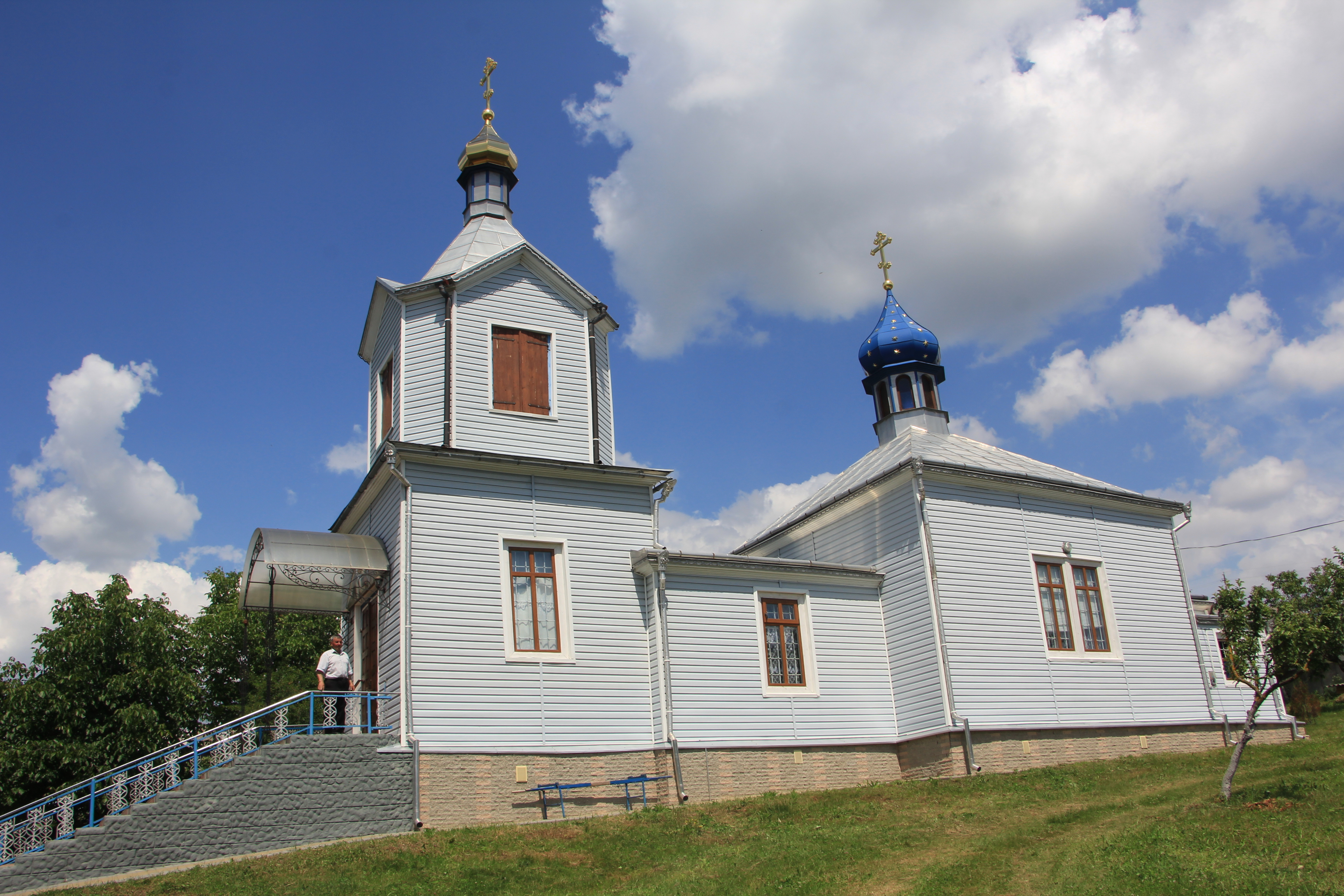
教堂

巴拉穆蒂夫卡（烏克蘭語：Баламутівка）是位於烏克蘭西南部的村莊，由切爾諾夫策州切爾諾夫策區的尤爾基夫齊市鎮負責管轄。該村海拔高度229米，2001年人口1,786，99%居民使用烏克蘭語。